# Стрелецкая Бухта (микрорайон)
Стрелецкая бухта или Стрелецкий или просто Стрелка — микрорайон Севастополя. Это один из самых обустроенных микрорайонов города с хорошо развитой инфраструктурой. Побережье района включает Стрелецкую, Песочную и Карантинную бухты. От первой из них происходит название микрорайона. 
Западнее Стрелецкого мыса, то есть на противоположном от Стрелки стороне берег низкий и равнинный. В 1975 году в честь тридцатилетия победы во Второй мировой войне был создан парк Победы. Там же находятся укрепления конца XIX — начала XX веков, что зовутся Стрелковым фортом. Это одна из немногих фортификаций старого Севастополя, которая сохранилась до нашего времени.
На побережье бухты Песочной расположены два городских бесплатных пляжа «Песочный» и «Солнечный», где отдыхают как местные жители, так и гости города.

## Пляжи

### Солнечный
Небольшой пляж есть в Песочной бухте. Ранее назывался солдатским, вероятно из-за того, что на него ходили купаться пограничники и ПВОшники. Расположен между парк-отелем "Песочная Бухта" слева и заповедником Херсонес Таврический дело. С обеих сторон скалистый берег, а к пляжу нужно спускаться довольно крутым склоном. Рядом с пляжем небольшой парк. Между пляжем и прилегающей к нему территорией и заповедником невысокая бетонная стена. На этом пляже в шестидесятые годы XX века снимали фильм «Сказка о царе Салтане».

### Песочный
Маленький и старый городской пляж. Расположен между санаторием «Строитель» дело и ВМСУ имени Нахимова слева. Пляж благоустроен и имеет своих спасателей, медпункт и туалет.